# Leliënberg
Leliënberg, Lelienberg – miejscowość (plaats) i osada (buurt) w dystrykcie Bandabou, w kraju autonomicznym Curaçao, należącym do Holandii, w Ameryce Południowej. 20 października 2023 r. liczyła 1090 mieszkańców. 
W 1710 r. założono tutaj plantację, która o powierzchni 1200 ha była jedną z większych na wyspie. Hodowano tutaj również zwierzęta gospodarskie. Pomiędzy 1905-1907 wydobywano tutaj również fosforany.
Znajduje się tutaj muzeum katarynek (Museum di Ka’i Orgel).

## Osady
Jedna osada (buurt) wchodzi w skład miejscowości:
| Lp. | Nazwa      | Powierzchnia km² | Liczba mieszkańców |
| --- | ---------- | ---------------- | ------------------ |
| 1.  | Leliënberg | 3,96             | 1090               |